# Pływające ogrody

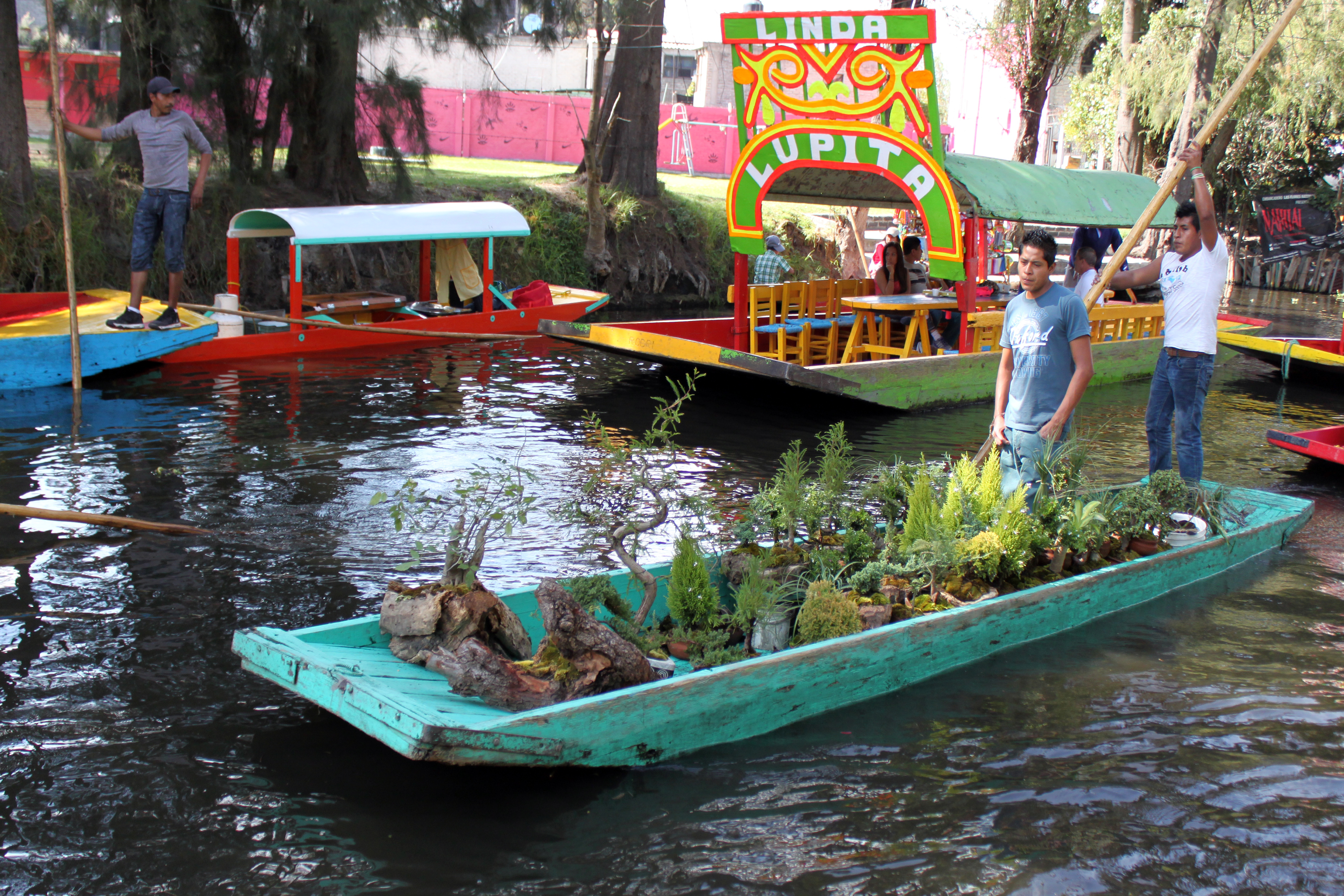
Pływający ogród, Xochimilco, fot. 2013 r.

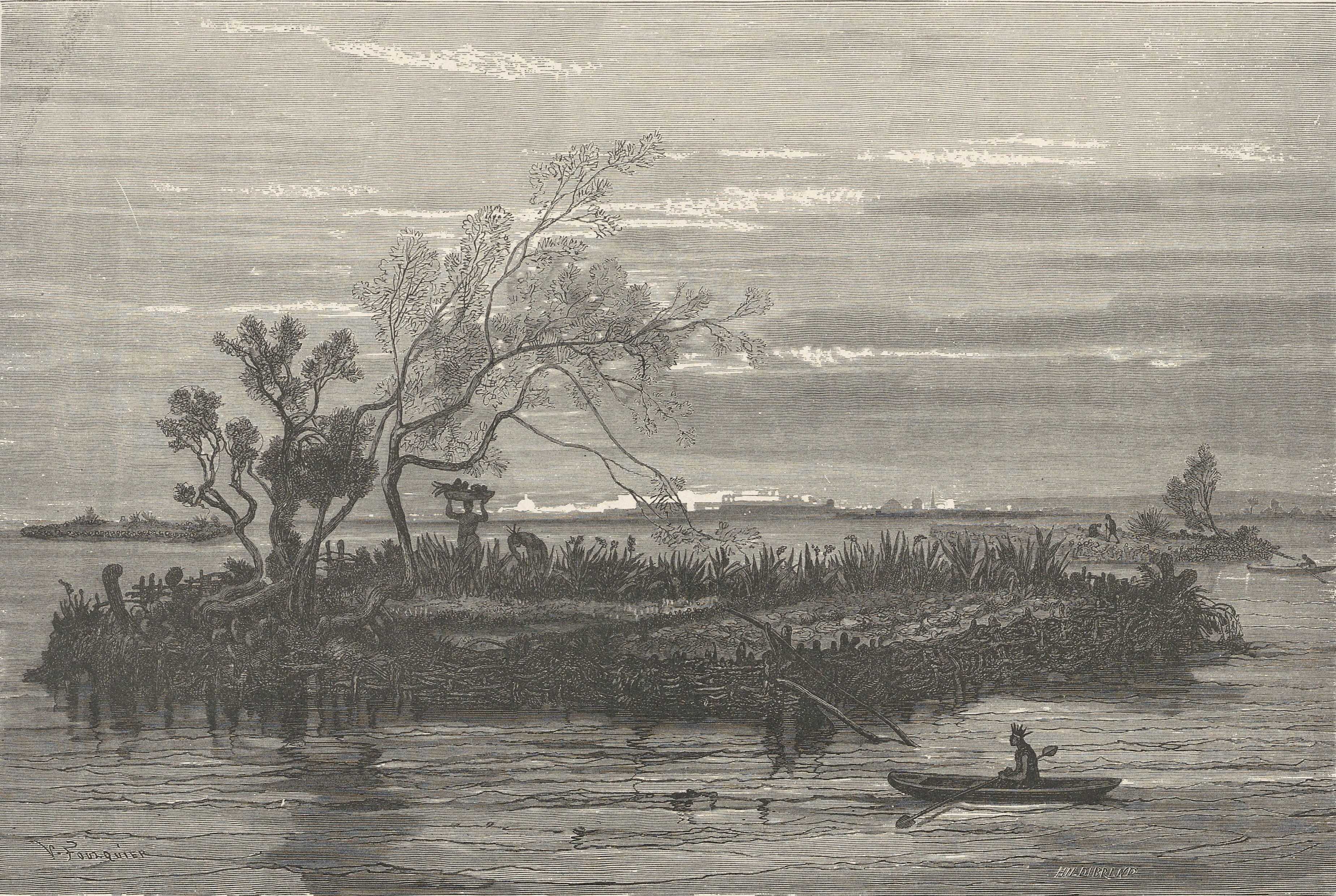
Pływające ogrody na rysunku z 1887

Pływające ogrody znajdują się w mieście Meksyku (México), stolicy państwa Meksyk. Można je oglądać w Xochimilco, południowym przedmieściu Meksyku. Xochomilco leży na wybrzeżu Jeziora Xochomilco, a pływające ogrody znajdują się na tym jeziorze. Xochomilico to indiański wyraz oznaczający "miasto kwiatów" Przed wieloma laty miejscowi Indianie uprawiali kwiaty i warzywa na tratwach przycumowanych na jeziorze. Tratwy budowali ze splecionych trzcin i gałązek pokrytych mułem. Po pewnym czasie rośliny zapuszczały korzenie poprzez tratwę aż na dno jeziora. Pływające ogrody wyglądają dziś jak łąka obramowana kwiatami i topolami. Skrawki wody jeziora pomiędzy "łąkami" przypominają kanały. Tysiące turystów zwiedzają co roku ogrody. Większość z nich pływa drogami wodnymi w łodziach wiosłowych ozdobionych kwiatami.